# Issum
Issum este o comună din landul Renania de Nord-Westfalia, Germania.